# Karl Kautsky
Karl Johann Kautsky (ur. 16 października 1854 w Pradze, zm. 17 października 1938 w Amsterdamie) – niemiecko-austriacki działacz robotniczy, pacyfista, teoretyk demokratycznego socjalizmu i socjaldemokracji, krytyk Lenina, uznający rosyjską dyktaturę proletariatu za błędne rozumienie dzieł Marksa. Od roku 1883 do śmierci redagował najważniejsze europejskie pismo socjalistyczne „Die Neue Zeit”. Współautor Programu Erfurckiego (1891) stanowiącego późniejszy program SPD i jeden z najważniejszych tekstów niemieckiej socjaldemokracji. 

## Życiorys
Karol Kautsky urodził się w roku 1854 w Pradze w rodzinie pochodzenia żydowskiego jako syn Johanna Kautskiego i jego żony Minny (z domu Jaich). Do Austriackiej Partii Socjaldemokratycznej wstąpił w 1875 roku, w czasie studiów w Wiedniu, gdzie poznał Augusta Bebla i Karla Liebknechta. Studiował historię, ekonomię polityczną i filozofię. Rozpoczął wówczas działalność publicystyczną na łamach niemieckich gazet socjalistycznych „Der Volksstaat” i „Vorwärts” oraz austriackich „Gleichheit” oraz „Der Sozialist”. Na początku lat 80., po emigracji do Zurychu, nawiązał kontakty z Eduardem Bernsteinem i związał się z SPD. W czasie pobytu w Londynie poznał Karola Marksa i Fryderyka Engelsa. W roku 1883 założył w Stuttgarcie i aż do 1917 roku redagował czasopismo „Die Neue Zeit” (pol. „Nowy Czas”), które pełniło nieformalnie rolę organu teoretycznego II Międzynarodówki. W latach 1885–1890 przebywał na emigracji w Londynie, po czym powrócił do Stuttgartu, a w 1897 roku przeniósł się do Berlina.
Kautsky był aktywnym działaczem międzynarodowego ruchu marksistowskiego. Wraz z Bernsteinem opracował w roku 1891 program erfurcki. Zyskał sławę jako autor książki Nauki ekonomiczne Karola Marksa (wyd. 1887), przez wiele dziesięcioleci była to najbardziej poczytna popularyzacja I tomu Kapitału, przetłumaczona na 18 języków. Przez długi czas zajmował umiarkowane stanowisko między nurtem reformistycznym a rewolucyjnym w ruchu socjalistycznym. Dopiero bezpardonowa krytyka rewolucji październikowej przyniosła mu łatkę zdrajcy. W latach 20. po raz kolejny włączył się do bieżącego życia SPD, był jednym z głównych autorów programu partii uchwalonego w 1925 roku.

## Poglądy
Kautsky był głównym ideologiem tzw. centryzmu – nurtu, który dystansował się zarówno od prawicy socjaldemokratycznej (reformistów), jak i skrzydła radykalnie rewolucyjnego. Tematyka jego prac była niezmiernie rozległa. Szczególnie wiele uwagi poświęcił uzasadnieniu tezy o historyczności kapitalizmu i wewnętrznych sprzecznościach tego systemu, które w długiej perspektywie doprowadzą do jego upadku. Kautsky dowodził, że w nowoczesnym kapitalizmie następuje koncentracja produkcji i centralizacja kapitału, względne zubożenie proletariatu i zaostrzenie sprzeczności klasowych oraz przybierają na sile tendencje do uwstecznienia demokratycznych form ustroju państwowego. W polemice z leninowską koncepcją imperializmu zwrócił uwagę na możliwość zaistnienia pokojowej polityki imperialistycznej w formule bliskiej współczesnej neoliberalnej globalizacji (tzw. ultraimperializm). Kautsky odrzucał koncepcję koalicji partii socjaldemokratycznej z liberałami. Dowodził, że warunkiem rozpoczęcia przeobrażeń socjalistycznych jest zdobycie władzy przez proletariat. Kautsky opowiadał się konsekwentnie za demokratyczną drogą walki o władzę. Przeciwstawiał się wzrastającej w socjaldemokracji tendencji do usprawiedliwiania polityki ekspansji kolonialnej.
Po wybuchu wojny Kautsky początkowo przystał na głosowanie za kredytami wojennymi. Za najważniejsze zadanie socjaldemokracji uważał działanie na rzecz jak najszybszego zawarcia pokoju. Krytykował głównie szowinistyczne, proimperialistyczne poglądy prawicy SPD, ale – w przeciwieństwie do Róży Luksemburg – uważał za nierealistyczne liczenie na wykorzystanie wojny w celu przeprowadzenia rewolucji. Walka o socjalizm miała być podjęta metodami demokratycznymi po zakończeniu wojny. Wiosną 1917, po rozłamie w socjaldemokracji na tle stosunku do wojny, wstąpił do antywojennej USPD (Niezależna Socjaldemokratyczna Partia Niemiec), w której znalazł się wspólnie m.in. z Różą Luksemburg i Eduardem Bernsteinem.
Do rewolucji październikowej Kautsky (Dyktatura Proletariatu, 1918) odniósł się od razu krytycznie, atakując politykę bolszewików za dyktatorskie metody i wskazując, że próba budowy socjalizmu w zacofanym kraju, w którym nie rozwinęły się kapitalistyczne stosunki produkcji, jest utopijna i skazana na degenerację. Wskazywał, że rewolucja rosyjska jest w istocie rewolucją przeciwko literze i duchowi materializmu historycznego. Kautsky stawiał na legalną drogę proletariatu do władzy i za jedynie dopuszczalną formę jego panowania politycznego uważał republikę parlamentarną gwarantującą wszystkim pełnię praw i wolności politycznych. Ostra krytyka bolszewickiej dyktatury wywołała zjadliwą polemikę ze strony Lenina, który zarzucał Kautskiemu niezrozumienie dialektycznego charakteru procesu rewolucyjnego oraz wypaczenie poglądów Marksa i Engelsa na państwo.
Po ponownym zjednoczeniu USPD i SPD Kautsky przedstawił swoje koncepcje polityczne i teoretyczne w pracy Rewolucja proletariacka i jej program (1922, wyd. polskie 1924). SPD została jednak szybko zdominowana przez dawną prawicę partyjną, a wpływ Kautskiego na politykę partii był nieporównywalnie słabszy niż przed wojną. 
W 1924 Kautsky przeniósł się do Wiednia. Ostatnie kilkanaście lat życia poświęcił pracy teoretycznej. W 1927 ukazała się duża praca Kautskiego Materialistyczne pojmowanie dziejów (wyd. polskie 1963). Kautsky przepowiadał m.in. dalszą degenerację i upadek władzy bolszewików w Rosji. Liczył, że otworzy to ponownie drogę do odbudowy silnego, demokratycznego ruchu socjalistycznego. Był przeciwny tworzeniu przez partie socjaldemokratyczne jednolitego frontu z partiami komunistycznymi. Po wkroczeniu armii hitlerowskiej do Wiednia zdołał wyjechać do Amsterdamu, gdzie po kilku miesiącach zmarł.